# یشموت
یشموت پسر هلاکوخان مغول بود. او به فرمان پدر مأمور فتح میافارقین و شکست الملک الکامل ایوبی مدافع آن شهر بود و سرانجام آنجا را گشود و الکامل را کشت.